# Rathaus Richtenberg

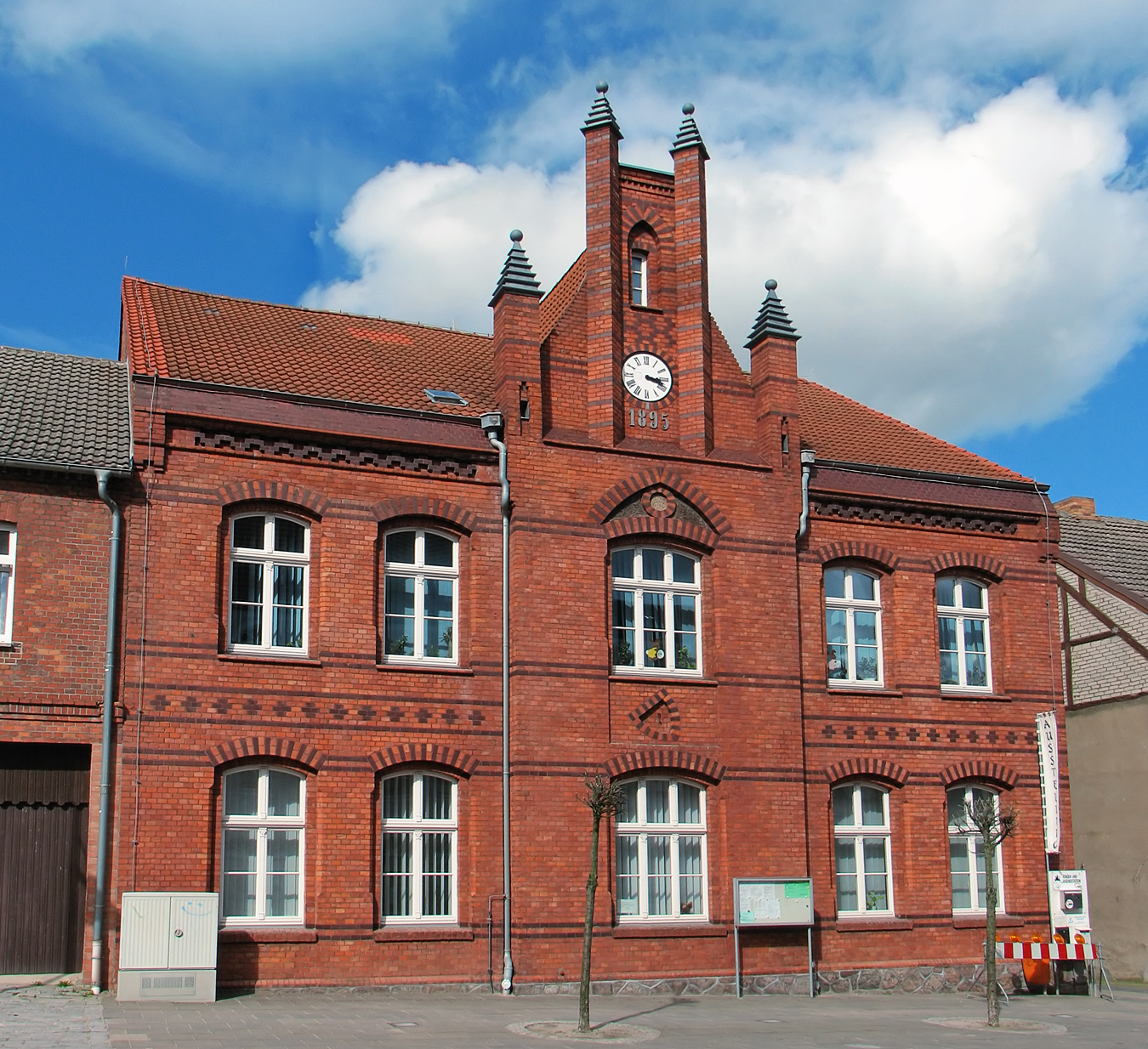

Das Rathaus Richtenberg in Richtenberg, Lange Straße 6, stammt von 1895.
Das Gebäude steht unter Denkmalschutz.

## Geschichte
Die 1231 erstmals erwähnte langgestreckte Kleinstadt Richtenberg im Landkreis Vorpommern-Rügen in Mecklenburg-Vorpommern hat 1303 Einwohner (2019).
Das zweigeschossige historisierende verklinkerte Rathaus mit einem markanten mittigen Giebelrisalit mit vier Fialen und der Uhr wurde 1895 im Stil der Gründerzeit gebaut. Ein Zierfries über den segmentbogigen Fenstern und ein Zierband betonen die Horizontale. Ein Vorgängerbau ist nicht bekannt.
Im Rathaus finden noch Trauungen statt. Hier ist der Sitz der Arbeiterwohlfahrt (AWO) mit u. a. Erziehungsberatung, Kinder- und Jugendstation, Sozialpädagogischer Familienhilfe, Sozialer Gruppenarbeit und Kurberatung.